# Eleccions regionals de Trentino-Tirol del Sud de 1998
Les eleccions regionals de Trentino-Tirol del Sud de 1998 per a escollir l'últim Consell Regional del Trentino-Tirol del Sud se celebraren el 22 de novembre de 1998. La participació fou del 82,5%. Luis Durnwalder (SVP) i Lorenzo Dellai (Margherita) han estat els presidents provincials.

## Resultats

### Total regional
| Partits                                  | vots    | %     | Escons |
| ---------------------------------------- | ------- | ----- | ------ |
| Südtiroler Volkspartei                   | 171.833 | 29,2  | 21     |
| Civica Margherita                        | 62.684  | 10,7  | 8      |
| Demòcrates d'Esquerres                   | 48.707  | 8,3   | 6      |
| Alleanza Nazionale                       | 46.410  | 7,9   | 5      |
| Forza Italia – Centre Cristià Democràtic | 44.655  | 7,5   | 5      |
| Partit Autonomista Trentino Tirolès      | 35.281  | 6,0   | 4      |
| Unió Popular Democràtica                 | 29.600  | 5,0   | 4      |
| Lliga Nord                               | 27.547  | 4,7   | 3      |
| Verds del Tirol del Sud                  | 19.696  | 3,4   | 2      |
| Union für Südtirol                       | 16.607  | 2,8   | 2      |
| Trentino Domani                          | 14.685  | 2,5   | 2      |
| Verds – Rifondazione Comunista           | 15.299  | 2,8   | 1      |
| Ladins – Demokratische Partei Südtirol   | 11.028  | 1,9   | 1      |
| Autonomia Integral - FAR                 | 10.732  | 1,8   | 1      |
| Unió Democràtica de l'Alt Adige          | 5.340   | 1,8   | 1      |
| Populars - Alto Adige Domani             | 8.239   | 1,4   | 1      |
| Die Freiheitlichen                       | 7.543   | 1,3   | 1      |
| Unitalia – Fiamma Tricolore              | 6.241   | 1,1   | 1      |
| Rinnovamento Italiano                    | 6.188   | 1,1   | 1      |
| Total                                    | 588.265 | 100,0 | 70     |

Font: Regione Trentino-Alto Adige

### Província de Trento
| Partit                                   | vots    | %     | Escons |
| ---------------------------------------- | ------- | ----- | ------ |
| Civica Margherita                        | 62.684  | 22,0  | 8      |
| Demòcrates d'Esquerres                   | 38.117  | 13,4  | 5      |
| Partit Autonomista Trentino Tirolès      | 35.281  | 12,4  | 4      |
| Forza Italia – Centre Cristià Democràtic | 33.320  | 11,7  | 4      |
| Unió Popular Democràtica                 | 29.600  | 10,4  | 4      |
| Lliga Nord Trentino                      | 24.941  | 8,8   | 3      |
| Alleanza Nazionale                       | 17.118  | 6,0   | 2      |
| Trentino Domani                          | 14.685  | 5,1   | 2      |
| Verds – Rifondazione Comunista           | 11.170  | 3,9   | 1      |
| Autonomia Integral - FAR                 | 10.732  | 3,8   | 1      |
| Rinnovamento Italiano                    | 6.188   | 2,2   | 1      |
| Fiamma Tricolore                         | 822     | 0,3   | -      |
| Total                                    | 284.658 | 100,0 | 35     |

Fonte: Regione Trentino-Alto Adige

### Provincia de Bolzano
| Partits                                  | vots    | %     | escons |
| ---------------------------------------- | ------- | ----- | ------ |
| Südtiroler Volkspartei                   | 171.820 | 56,6  | 21     |
| Alleanza Nazionale                       | 29.304  | 9,7   | 3      |
| Verds del Tirol del Sud                  | 19.965  | 6,5   | 2      |
| Union für Südtirol                       | 16.591  | 5,5   | 2      |
| Forza Italia – Centre Cristià Democràtic | 11.346  | 3,7   | 1      |
| Ladins – Demokratische Partei Südtirol   | 11.028  | 3,6   | 1      |
| Demòcrates d'Esquerres – SDI – PRI       | 10.530  | 3,5   | 1      |
| Populars - Alto Adige Domani             | 8.239   | 2,7   | 1      |
| Die Freiheitlichen                       | 7.543   | 2,5   | 1      |
| Unitalia                                 | 5.419   | 1,8   | 1      |
| Unió Democràtica de l'Alt Adige          | 5.340   | 1,8   | 1      |
| Rifondazione Comunista                   | 4.129   | 1,4   | -      |
| Lliga Nord del Tirol del Sud             | 2.606   | 0,9   | -      |
| Total                                    | 303.590 | 100,0 | 35     |

Font: Regione Trentino-Alto Adige